# Malcolm Sayer

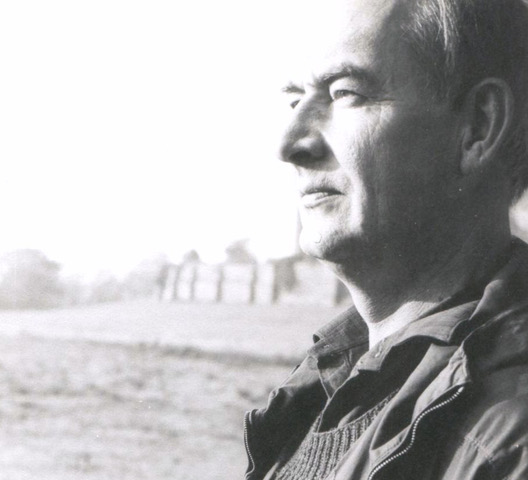
Malcolm Sayer

Malcolm Sayer (* 21. Mai 1916 in Cromer, Norfolk; † 22. April 1970 in Leamington Spa) war ein Konstrukteur von Jaguar-Automobilen. Er war einer der ersten Ingenieure, die die Prinzipien der Aerodynamik bewusst bei der Formgebung einsetzten.
Seine Designkonzepte prägten
- Jaguar C-Type (abgeleitet vom Jaguar XK 120)
- Jaguar D-Type
- Jaguar E-Type
- Jaguar XJS (auch wenn das Auto erst einige Jahre nach seinem Tod erschien)

Sayer verstarb 1970 im Alter von 53 Jahren.